# Leon Prima
Leon Prima (* 28. Juli 1907 in New Orleans; † 15. August 1985 ebendort) war ein amerikanischer Jazzmusiker (Trompete, auch Gesang).
Prima war der ältere Bruder des Sängers Louis Prima. Er begann mit dem Klavierspielen, bevor er Trompete lernte. Er arbeitete zunächst bei Ray Bauduc, Leon Roppolo, Jack Teagarden und Peck Kelley. Gemeinsam mit Sharkey Bonano leitete er die Melody Masters in den späten 1920er Jahren. 1928 entstanden erste Aufnahmen mit dem La Veeda Dance Orchestra. Weiterhin nahm er mit Anthony Parentis Melody Boys auf.
Zwischen 1940 und 1946 war er Mitglied in der Bigband von Louis Prima, mit der er auch aufnahm. Zurück in New Orleans leitete er eine eigene Band; 1948 kam es zu Aufnahmen unter eigenem Namen. Auch war er als Nachtclubmanager aktiv, bevor er 1955 ins Baugeschäft einstieg.